# Marshfield, Massachusetts
Marshfield är en kommun (town) i Plymouth County i Massachusetts. Vid 2010 års folkräkning hade kommunen 25 132 invånare.

## Kända personer från Marshfield
- Mike Sullivan, ishockeytränare
- David Warsofsky, ishockeyspelare